# North Kirk (South Ronaldsay)

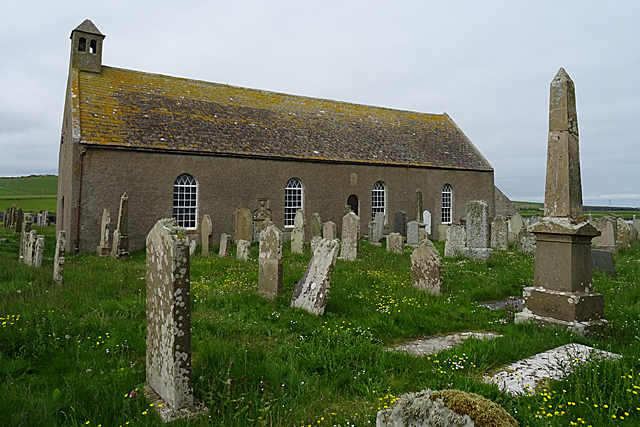
North Kirk

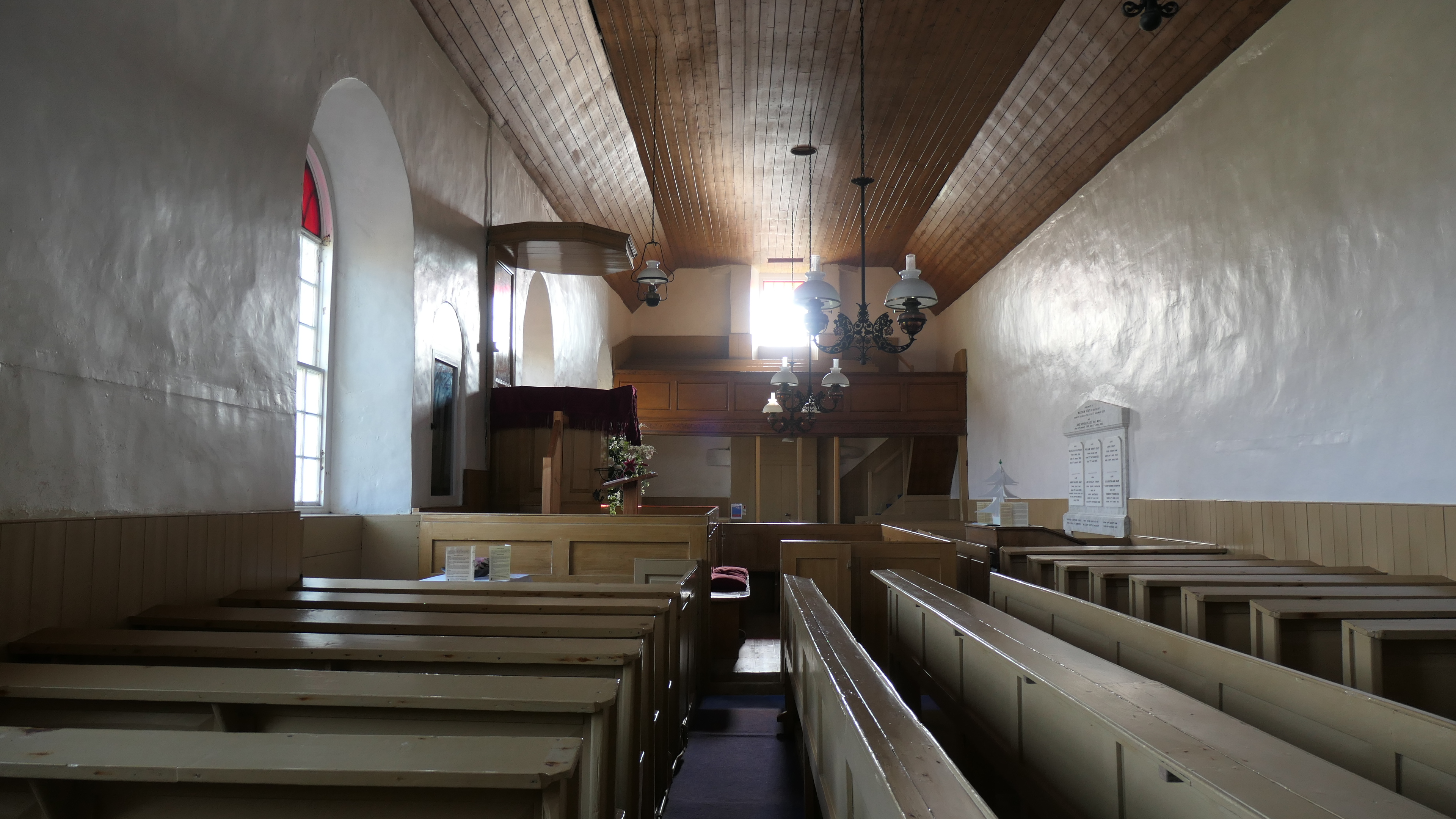
Blick über den Innenraum

Die North Kirk, auch St Peter’s Church, ist ein Kirchengebäude der presbyterianischen Church of Scotland auf der schottischen Orkneyinsel South Ronaldsay.
1971 wurde das Bauwerk in die schottischen Denkmallisten zunächst in der Kategorie B aufgenommen; im Jahr 2006 wurde die Kirche in die höchste Kategorie A hochgestuft.

## Geschichte
Die North Kirk wurde im Jahre 1642 möglicherweise am Standort eines Vorgängerbauwerks errichtet. Ihr Dach wurde 1795 als eingestürzt beschrieben. Im Jahre 1801 wurde das Gebäude restauriert und das Dach wiederhergestellt. Auch der kleine Glockenturm könnte im Zuge dieser Arbeiten hinzugefügt worden sein. Eine weitere Restaurierung wurde 1967 vorgenommen. Die Kirche war einst Pfarrkirche für den Nordteil der Insel. Heute finden nur noch in den Sommermonaten Gottesdienste statt.

## Beschreibung
Die Kirche befindet sich nahe der Ostküste von South Ronaldsay inmitten eines umgebenden Friedhofs. In ihrer Ausführung entspricht sie dem typischen Baustil der Orkneyinseln. Das Gebäude ist jedoch verhältnismäßig alt und gut erhalten. Es besteht aus einem länglichen Gebäude, das mit einem schiefergedeckten Satteldach abschließt. Traufseitig sind Rundbogenfenster auf vier vertikalen Achsen angeordnet. Die Jahreszahlen 1642 und 1801 sind oberhalb der Eingangstür an der Südostfassade eingelassen. An der gegenüberliegenden Giebelfläche ist ein Rundbogenfenster zu finden. Es sitzt ein kleiner Glockenturm auf. Im Nordosten grenzt ein kleiner Anbau mit Pultdach an, der aus dem 19. Jahrhundert stammt.